# Dinosaurier (film)
Dinosaurier (engelska: Dinosaur) är en amerikansk film från 2000, producerad av Walt Disney Pictures med biopremiär i USA den 19 maj 2000. Dinosaurier är Disneys första datoranimerade långfilm som inte producerats av Pixar.

## Handling
Filmen utspelar sig i slutet av kritaperioden. En iguanodon-mamma tvingas överge sitt bo när en carnosaurie attackerar. Ett dinosaurie-ägg blir stulet från iguanodonboet av en oviraptor, och efter en mängd strapatser hamnar det hos en familj lemurer, där det kläcks. Det är bakgrunden till att iguanodonungen Aladar uppfostras som en son av lemurhonan Plio och hennes far Yar, och växer upp som bror till Zini och Suri.
När en meteor störtar ner på jorden tvingas Aladar och hans familj bege sig ut på en resa, där många faror hotar; bland annat när de nått en öken börjar en flock velociraptorer att jaga dem. Familjen måste sedan lära sig att samsas med en flock andra dinosaurier för att klara av såväl hungersnöd som törst, samtidigt som ännu fler utsvultna köttätare jagar dem. Hjorden är på väg till häckningsplatsen, en plats där de kan överleva.

## Engelska originalröster
- D.B. Sweeney - Aladar
- Alfre Woodard - Plio
- Ossie Davis - Yar
- Max Casella - Zini
- Hayden Panettiere - Suri
- Samuel E. Wright - Kron
- Julianna Margulies - Neera
- Peter Siragusa - Bruton
- Joan Plowright - Baylene
- Della Reese - Eema

## Svenska röster
- Fredrik Berling - Aladar
- Pernilla August - Plio
- Leif Liljeroth - Yar
- Ola Forssmed - Zini
- Linnea Berglund - Suri
- Mikael Persbrandt - Kron
- Cajsalisa Ejemyr - Neera
- Niels Dybeck - Bruton
- Yvonne Lombard - Baylene
- Margaretha Krook - Eema

### Fotnoter
1. ↑  Anthony D'Alessandro (Oktober 27, 2003). ”Cartoon Coffers – Top-Grossing Disney Animated Features at the Worldwide B.O.”. Variety:  s. 6. Arkiverad från originalet den 4 november 2020. https://web.archive.org/web/20201104215642/https://www.thefreelibrary.com/Tooned+in%3a+Disney%27s+ani+classics+set+the+bar+and+lit+the+way+for...-a0110473946. Läst Januari 6, 2025.
2. ↑  ”Dinosaurier”. Disneyania. 12 augusti 2000. http://www.d-zine.se/filmer/dinosaurier.htm. Läst 20 augusti 2016.